# Переделки (Московская область)
Переде́лки — деревня в Одинцовском городском округе Московской области.

## Расположение
Деревня расположена на восточном берегу Самаринского пруда, напротив деревни Измалково. Через деревню проходит Будёновское шоссе, соединяющее Минское шоссе с платформой Переделкино

## История
Первое упоминание о деревне относится к 1646 году, когда о ней говорится: «Вновь поселённая на сельской запольной земле деревня Заполье, а в ней 3 двора крестьянских, в них 9 человек». Принадлежала деревня, как и соседние Лукино и Измалково Ивану Фёдоровичу Леонтьеву.
По данным 1852 года владельцем Переделок и Измалково был Фёдор Васильевич Самарин: в Переделках в 5 дворах было 42 души крестьян обоего пола.
Перепись 1926 года зафиксировала в Переделках 39 хозяйств и 153 человека; 1989 года — 61 хозяйство и 139 постоянных жителей.
До 2005 года деревня входила в Мамоновский сельский округ, во время муниципальной реформы была включена в состав городского поселения Одинцово.

## Население
На 2006 год постоянное население деревни — 132 человека.